# NGC 312
NGC 312 ist eine Elliptische Galaxie vom Hubble-Typ E2 im Sternbild Phönix am Südsternhimmel. Sie ist schätzungsweise 353 Millionen Lichtjahre von der Milchstraße entfernt und hat einen Durchmesser von etwa 140.000 Lichtrahren.

Im selben Himmelsareal befinden sich u. a. die Galaxien NGC 323 und NGC 328.
Das Objekt wurde am 5. September 1836 von dem britischen Astronomen John Herschel entdeckt.